# Lichinaceae
Lichinaceae é uma família de fungos ascomicetes. A maioria das espécies ocorrem liquenizadas, tendo uma distribuição predominantemente nas regiões de clima temperado.

## Géneros
Os seguintes género estão incluídos na família Lichinaceae (de acordo com a edição de 2007 do Outline of Ascomycota). Os géneros precedidos por um ponto de interrogação (?) são considerados de posicionamento taxonómico incerto no contexto da família.
Anema —
Calotrichopsis —
Cryptothele —
Digitothyrea —
Edwardiella —
Ephebe —
Euopsis —
Finkia —
Gonohymenia —
Gyrocollema —
Harpidium —
Jenmania —
Lecidopyrenopsis —
Lemmopsis —
Lempholemma —
Leprocollema —
Lichina —
Lichinella —
Lichinodium —
Mawsonia —
Metamelaena —
Paulia —
Peccania —
Phloeopeccania —
Phylliscidiopsis —
Phylliscidium —
Phyllisciella —
Phylliscum —
Porocyphus —
Pseudarctomi —
Pseudopaulia —
Psorotichia —
Pterygiopsis —
Pyrenocarpon —
Pyrenopsis —
Stromatella —
Synalissa —
Thelignya —
Thermutis —
Thermutopsis —
Thyrea —
Zahlbrucknerella